# 貫華蔵
貫華蔵は江戸時代初期の鉄眼版の一切蔵経の収納庫。
寄せ棟造りで頂上に大擬宝珠を頂き重厚な建物、鳥取県日野郡日南町多里の中寶山常福寺（じょうふくじ）（曹洞宗）に現存する。鳥取県指定保護文化財「常福寺経蔵及び山門」を構成する。